# X Jocs Mundials de Policies i Bombers a Barcelona
Els X Jocs Mundials de Policies i Bombers a Barcelona (X WP&FG de l'anglès World Police & Fire Games) es van celebrar entre el 27 de juliol i el 3 d'agost de 2003 a Barcelona. Organitzats per la World Police and Fire Games Federation, hi van participar 10.500 policies i bombers de 54 països, competint en 64 modalitats. Amb el lema 'Se la juguen per tu' i la mascota Drac, 2.700 voluntaris van ajudar al desenvolupament dels Jocs.

## Inicis
El 1997 als VII WP&FG a Calgary la ciutat de Barcelona va ser nomenada seu de l'edició del 2003. El 24 de juliol de 2002 es va constituir el Consorci organitzador, format pel Ministeri de l'Interior, la Generalitat de Catalunya, l'Ajuntament de Barcelona i la Cambra de Comerç, Indústria i Navegació de Barcelona. Joan Clos, alcalde Barcelona, fou el president del Consorci; Jordi Hereu, regidor de Seguretat i Mobilitat de l'Ajuntament de Barcelona, fou el president de l'Assemblea General del Consorci, Carme San Miguel, presidenta executiva, i Ferran Ferrer Viana, gerent. La seu del Consorci es va establir al carrer Lleida, 28, de Barcelona.
L'encesa de la torxa dels Jocs va tenir lloc el 25 de juliol a l'Stadium de les excavacions arqueològiques de Delfos a Grècia, antiga seu dels Jocs Pítics. De Delfos va viatjar a Narbona, on l'esperaven quinze cotxes de policia dels diferents països de la Unió Europea, que es van rellevar per fer-la arribar a Barcelona per encendre el peveter durant la cerimònia d'inauguració.
El 25 de juliol va tenir lloc el pregó dels Jocs al Saló de Cent de l'Ajuntament de Barcelona, glossat per l'actor Josep Maria Pou, que durant 4 anys havia donat vida a la televisió a un inspector de policia. Aquell mateix dia es va beneir la bandera dels Jocs Mundials de Policies i Bombers a la catedral de Santiago de Compostel·la. El 26 de juliol la bandera arriba a Narbona per a reunir-se amb la torxa.

## La mascota

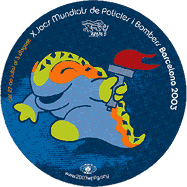
Drac, la mascota dels X WP&FG Barcelona 2003

La mascota dels Jocs va ser Drac, inspirada en la salamandra del Park Güell, de Gaudí, transformada en drac pel pinzell de José Luis Rozas, va estar present als diferents actes dels Jocs per animar als participants i al públic. Drac va ser la protagonista del projecte La Mascota Solidària en col·laboració amb Bombers Units sense Fronteres, Motos for Peace, Creu Roja, ANFIL i Barcelona Solidària.

## Cerimònia inaugural
El 27 de juliol la torxa va arribar a l'Estadi Olímpic de Montjuïc, per a la cerimònia d'inauguració dels Jocs. Sota la presidència de Joan Carles I, rei d'Espanya, 43.000 espectadors van gaudir de la cerimònia. La Patrulla Àguila va dibuixar les banderes catalana i espanyola sobre el cel de l'Estadi. 10.580 policies i bombers, dels quals 2.159 eren catalans, van desfilar amb les 54 seleccions. Un geo dels Mossos d'Esquadra es va enfilar a una reproducció del pal del World Trade Cener per desplegar la bandera dels Jocs, amb un respectuós silenci per part del públic. Aquesta era la primera vegada que membres d'aquests cossos celebraven el reconeixement de manera conjunta, després dels atemptats de l'11 de setembre del 2001 a Nova York. Rob Carlo, bomber de Nova York, va fer l'entrada a l'estadi amb la torxa (que era una llança d'extinció d'incendis) i amb l'ajuda d'una autoescala va encendre el peveter olímpic. Seguidament 20 colles de diables van convertir l'Estadi en un infern de llum i foc, i la Santi Arisa Band va interpretar Tum-pa-tum, simfonia per a un món en pau. La Secció Muntada de la Guàrdia Urbana de Barcelona va efectuar un carrusel, es va interpretar l'himne Se la juguen per tu, de Carmona/Lladó/Rupérez, i va finalitzar amb un espectacle piromusical.

## Competicions
Durant els 7 dies que van durar els Jocs, les 64 modalitats de competició comprenien a més de les olímpiques, proves específiques de l'activitat física i professional dels policies i els bombers, com el soga-tira, el llançament de ferradura, exercicis de punteria, tir en acció policial, i tir de combat, pujada d'escales, l'home més fort (consistent en vuit proves diferents: natació, peses, salt, cross, barra, circuit, velocitat i corda), el muster en la qual cada equip va competir per ser el més ràpid arrossegant un carro i apagant un suposat foc -que en realitat era una diana-.
Dels 10.580 competidors, 940 eren dones, 4.360 espanyols, 2.159 catalans, 579 Mossos d'Esquadra, 445 Bombers de la Generalitat, 346 Guàrdia Urbana, 131 Bombers de Barcelona, 827 dels Estats Units, 608 del Regne Unit.

## Altres activitats
El 28 de juliol va tenir lloc una celebració interreligiosa a la plaça de la Catedral de Barcelona, per primer cop en uns Jocs de Policies i Bombers, amb un peveter que il·luminava cadascuna de les 10 religions, amb parlament dels seus representants, el Cant dels Ocells, i el concert de l'orgue Hydraulis, eren els principals elements d'un homenatge a tots els policies i bombers morts en acte de servei des dels anteriors Jocs d'Indianapolis el 2001.
Els dies 30 i 31 de juliol es va celebrar el I Congrés Mundial de Seguretat i Prevenció al Palau de Congressos de la Fira, amb la participació d'experts mundials, i el primer Saló Sector Seguretat, amb exposicions comercials i exhibicions relacionades amb la matèria. També es van realitzar concursos de poesia, narrativa, fotografia, periodisme, cinema, cançó i balls de saló. Al Poble Espanyol es va celebrar la Festa Mediterrània, amb la presència de gegants, xanquers i cap-grossos, cantada d'havaneres, actuacions de flamenc, castellers i sardanes.
Al voltant de la Font Màgica de Montjuïc durant 16 dies hi va haver el 'Village', punt de trobada i animació d'atletes i acompanyants, amb actuacions, pista de ball, bars...

## Cerimònies de traspàs de la bandera i de clausura
El dissabte dia 2 es va celebrar a la Llotja de Mar la cerimònia de Traspàs de la Bandera als representants de Quebec 2005. I l'endemà es va efectuar la clausura dels Jocs a l'Avinguda de la Reina Maria Cristina, amb la cremà d'una gran falla de 12 metres d'alçada transportada des de València que reproduïa la mascota dels Jocs, el Drac, envoltada per set figures que simbolitzaven els diversos cossos de seguretat. Els Bombers de Barcelona van ser els encarregats d'encendre la falla. Seguit d'una festa de comiat, amb l'actuació de cinc bombers de Barcelona que van oferir un 'striptease' a l'estil 'Full Monty' a l'audiència congregada al 'Village'.